# Simone Andreetta
Simone Andreetta (Vittorio Veneto, 30 agosto 1993) è un ex ciclista su strada italiano, professionista dal 2015 al 2018, con caratteristiche di passista-scalatore.

## Carriera
Figlio di Tranquillo Andreetta, ex ciclista, è vittorioso già tra gli Juniores, ottenendo anche un successo di tappa al Giro della Lunigiana 2011. Nella categoria Under-23 vince per due volte di fila, nel 2013 e 2014, la Bassano-Monte Grappa. Nel 2014 si aggiudica anche il prestigioso Giro del Belvedere; nello stesso anno si classifica secondo ai campionati italiani in linea Under-23 dietro Simone Sterbini.
Nel 2015 diventa professionista accasandosi alla Bardiani-CSF. Con questa formazione gareggia per quattro stagioni, prima di ritirarsi dall'attività, partecipando a tre edizioni del Giro d'Italia e ottenendo come miglior risultato il quarto posto nella frazione del Giro d'Italia 2017 con arrivo alle Terme Luigiane.

## Palmarès
- 2010 (Juniores)[3]

Giro delle Conche
Gran Premio San Michele
Gran Premio Sportivi di Loria
Classifica generale Trittico Veneto
- 2011 (Juniores)[4]

Memorial Mario Da Dalt
Gran Premio San Michele
Schio-Cerbaro
Vittorio Veneto-Passo San Boldo
2ª tappa Giro della Lunigiana (Follo > Bolano)
- 2012 (Zalf-Euromobil-Désirée-Fior, una vittoria)[5]

Trofeo FPT Tapparo
- 2013 (Zalf-Euromobil-Désirée-Fior, due vittorie)[6]

Memorial Gerry Gasparotto
Bassano-Monte Grappa
- 2014 (Zalf-Euromobil-Désirée-Fior, cinque vittorie)[7]

Memorial Gerry Gasparotto
Giro del Belvedere
Trofeo Marziali Secondo
Bassano-Monte Grappa
4ª tappa Giro della Regione Friuli Venezia Giulia (Cividale del Friuli > Castelmonte)

### Altri successi
- 2014 (Zalf-Euromobil-Désirée-Fior)ì

Classifica scalatori Giro della Regione Friuli Venezia Giulia

## Piazzamenti

### Grandi Giri
- Giro d'Italia

2016: 141º
2017: 156º
2018: 125º

### Classiche monumento
- Milano-Sanremo

2016: 103º
2017: 106º
2018: 128º
- Giro di Lombardia

2016: ritirato
2017: ritirato

### Competizioni mondiali
- Campionati del mondo

Herning 2011 - In linea Juniores: 99º

## Riconoscimenti
Premio Italia under 23 nel 2014